# Долгов Віталій Олександрович
Віталій Олександрович Долгов (нар. 23 травня 1941) — радянський діяч, секретар Ровенського обласного комітету КПУ, начальник Управління кадрів та державної служби апарату Ради федерацій Російської Федерації. Кандидат економічних наук.

## Біографія
Закінчив Київський інститут народного господарства та Академію народного господарства при Раді міністрів СРСР.
Член КПРС.
На 1979—1981 роки — директор Ровенського льонокомбінату.
До 27 вересня 1985 року — завідувач відділу торгово-фінансових органів Ровенського обласного комітету КПУ.
27 вересня 1985 — 17 вересня 1987 року — секретар Ровенського обласного комітету КПУ.
З вересня 1987 по 1991 рік — в апараті ЦК КПРС: завідувач сектора відділу пропаганди ЦК КПРС.
З 12 лютого 1994 до 8 травня 1996 року — начальник Управління із взаємодії із Федеральними зборами Російської Федерації і громадськими організаціями — член колегії Державного комітету Російської Федерації з оборонних галузей промисловості.
У 1996—2002 роках — начальник Управління кадрів та державної служби апарату Ради федерацій Російської Федерації.
З жовтня 2002 по червень 2003 року — заступник керівника апарату Ради федерацій Федеральних зборів Російської Федерації.
Потім — на пенсії в Москві.

## Нагороди
- орден Трудового Червоного Прапора
- орден Дружби
- медалі
- Почесна грамота Ради федерацій Російської Федерації
- Дійсний державний радник Російської Федерації 1-го класу